# Tulasnella interrogans
Tulasnella interrogans är en svampart som beskrevs av P. Roberts 1992. Tulasnella interrogans ingår i släktet Tulasnella och familjen Tulasnellaceae.   Inga underarter finns listade i Catalogue of Life.